# Callia cyanea
Callia cyanea là một loài bọ cánh cứng trong họ Cerambycidae.